# 8 Horas de Portimão 2021
Las 8 Horas de Portimão de 2021 (oficialmente FIA WEC 8 Hours of Portimão) fue la segunda ronda de la temporada 2021 del Campeonato Mundial de Resistencia de la FIA. Se celebró del 11 al 13 de junio de 2021 en el Autódromo Internacional do Algarve, autódromo ubicado en la región de Algarve, Portugal.
Esta fue la primera edición de esta prueba y contó con la presentación del segundo Hypercar del campeonato, el Glickenhaus SCG 007 LMH.
El equipo ganador de la prueba fue nuevamente el Toyota Gazoo Racing quien en su centésima carrera en el campeonato, logró un doblete con el N.° 8 de Sébastien Buemi, Kazuki Nakajima y Brendon Hartley imponiéndose a su gemelo, el N.° 7. Entre los LMP2, el ganador fue el JOTA N.° 38 conducido por el mexicano Roberto González, el portugués António Félix da Costa y el británico Anthony Davidson. En la Copa LMP2 Pro-Am, el Realteam Racing N.° 70 ganó en su categoría gracias a Esteban Garcia, Loïc Duval y Norman Nato.
Entre los GTE, Ferrari marcó la pauta en esta prueba, en LMGTE-Pro, el AF Corse N.° 51 ganó, seguido de su compañero de escudería el N.° 52. Mientras que en LMGTE-AM, el ganador fue el Cetliar Racing N.° 47, equipo que también usa un Ferrari 488 GTE Evo.

## Clasificación
Las pole positions de cada clase están marcadas en negrita.
| Pos. | Categoría | N.° | Escudería                 | Tiempo   | Dif.    | Parrilla |
| ---- | --------- | --- | ------------------------- | -------- | ------- | -------- |
| 1    | Hypercar  | 36  | Alpine Elf Matmut         | 1:30.364 | —       | 1        |
| 2    | Hypercar  | 8   | Toyota Gazoo Racing       | 1:30.458 | +0.094  | 2        |
| 3    | Hypercar  | 7   | Toyota Gazoo Racing       | 1:30.540 | +0.176  | 3        |
| 4    | LMP2      | 28  | JOTA                      | 1:31.210 | +0.846  | 4        |
| 5    | LMP2      | 38  | JOTA                      | 1:31.255 | +0.891  | 5        |
| 6    | LMP2      | 29  | Racing Team Nederland     | 1:31.545 | +1.181  | 6        |
| 7    | LMP2      | 22  | United Autosports USA     | 1:31.598 | +1.234  | 7        |
| 8    | LMP2      | 31  | Team WRT                  | 1:31.648 | +1.284  | 8        |
| 9    | LMP2      | 34  | Inter Europol Competition | 1:31.737 | +1.373  | 9        |
| 10   | LMP2      | 70  | Realteam Racing           | 1:31.854 | +1.490  | 10       |
| 11   | Hypercar  | 709 | Glickenhaus Racing        | 1:32.167 | +1.803  | 11       |
| 12   | LMP2      | 21  | DragonSpeed USA           | 1:32.526 | +2.162  | 12       |
| 13   | LMP2      | 20  | High Class Racing         | 1:32.626 | +2.262  | 13       |
| 14   | LMP2      | 1   | Richard Mille Racing Team | 1:32.748 | +2.384  | 14       |
| 15   | LMP2      | 44  | ARC Bratislava            | 1:34.224 | +3.860  | 15       |
| 16   | LMGTE Pro | 92  | Porsche GT Team           | 1:37.986 | +7.622  | 16       |
| 17   | LMGTE Pro | 51  | AF Corse                  | 1:38.359 | +7.995  | 17       |
| 18   | LMGTE Pro | 91  | Porsche GT Team           | 1:38.389 | +8.025  | 18       |
| 19   | LMGTE Pro | 52  | AF Corse                  | 1:38.743 | +8.379  | 19       |
| 20   | LMGTE Am  | 56  | Team Project 1            | 1:40.191 | +9.827  | 20       |
| 21   | LMGTE Am  | 77  | Dempsey-Proton Racing     | 1:40.236 | +9.872  | 21       |
| 22   | LMGTE Am  | 47  | Cetilar Racing            | 1:40.885 | +10.521 | 22       |
| 23   | LMGTE Am  | 54  | AF Corse                  | 1:41.001 | +10.637 | 23       |
| 24   | LMGTE Am  | 85  | Iron Lynx                 | 1:41.085 | +10.721 | 24       |
| 25   | LMGTE Am  | 83  | AF Corse                  | 1:41.141 | +10.777 | 25       |
| 26   | LMGTE Am  | 57  | Kessel Racing             | 1:41.276 | +10.912 | 26       |
| 27   | LMGTE Am  | 98  | Aston Martin Racing       | 1:41.366 | +11.002 | 27       |
| 28   | LMGTE Am  | 777 | D'station Racing          | 1:41.499 | +11.135 | 28       |
| 29   | LMGTE Am  | 86  | GR Racing                 | 1:41.604 | +11.240 | 29       |
| 30   | LMGTE Am  | 33  | TF Sport                  | 1:41.993 | +11.629 | 30       |
| 31   | LMGTE Am  | 60  | Iron Lynx                 | 1:42.521 | +12.157 | 31       |
| 32   | LMGTE Am  | 88  | Dempsey-Proton Racing     | 1:43.374 | +13.010 | 32       |

Fuente: FIA WEC.

## Carrera
El número mínimo de vueltas para entrar en la clasificación (70% de la distancia de carrera del coche ganador de la general) fue de 210 vueltas. Los ganadores de cada clase se indican en negrita y con una cruz (†). 
| Pos. | Categoría   | N.° | Escudería                 | Pilotos                                                  | Chasis                                | Neu. | Vueltas | Tiempo/Retirado |
| Pos. | Categoría   | N.° | Escudería                 | Pilotos                                                  | Motor                                 | Neu. | Vueltas | Tiempo/Retirado |
| ---- | ----------- | --- | ------------------------- | -------------------------------------------------------- | ------------------------------------- | ---- | ------- | --------------- |
| 1    | Hypercar    | 8   | Toyota Gazoo Racing       | Sébastien Buemi Kazuki Nakajima Brendon Hartley          | Toyota GR010 Hybrid                   | M    | 300     | 8:00:15.414 †   |
| 1    | Hypercar    | 8   | Toyota Gazoo Racing       | Sébastien Buemi Kazuki Nakajima Brendon Hartley          | Toyota 3.5 L Turbo V6                 | M    | 300     | 8:00:15.414 †   |
| 2    | Hypercar    | 7   | Toyota Gazoo Racing       | Mike Conway Kamui Kobayashi José María López             | Toyota GR010 Hybrid                   | M    | 300     | +1.800          |
| 2    | Hypercar    | 7   | Toyota Gazoo Racing       | Mike Conway Kamui Kobayashi José María López             | Toyota 3.5 L Turbo V6                 | M    | 300     | +1.800          |
| 3    | Hypercar    | 36  | Alpine Elf Matmut         | André Negrão Nicolas Lapierre Matthieu Vaxivière         | Alpine A480                           | M    | 300     | +1:08.597       |
| 3    | Hypercar    | 36  | Alpine Elf Matmut         | André Negrão Nicolas Lapierre Matthieu Vaxivière         | Gibson GL458 4.5 L V8                 | M    | 300     | +1:08.597       |
| 4    | LMP2        | 38  | JOTA                      | Roberto González António Félix da Costa Anthony Davidson | Oreca 07                              | G    | 296     | +4 vueltas †    |
| 4    | LMP2        | 38  | JOTA                      | Roberto González António Félix da Costa Anthony Davidson | Gibson GK428 4.2 L V8                 | G    | 296     | +4 vueltas †    |
| 5    | LMP2        | 28  | JOTA                      | Sean Gelael Stoffel Vandoorne Tom Blomqvist              | Oreca 07                              | G    | 296     | +4 vueltas      |
| 5    | LMP2        | 28  | JOTA                      | Sean Gelael Stoffel Vandoorne Tom Blomqvist              | Gibson GK428 4.2 L V8                 | G    | 296     | +4 vueltas      |
| 6    | LMP2        | 22  | United Autosports USA     | Philip Hanson Fabio Scherer Filipe Albuquerque           | Oreca 07                              | G    | 295     | +5 vueltas      |
| 6    | LMP2        | 22  | United Autosports USA     | Philip Hanson Fabio Scherer Filipe Albuquerque           | Gibson GK428 4.2 L V8                 | G    | 295     | +5 vueltas      |
| 7    | LMP2        | 31  | Team WRT                  | Robin Frijns Ferdinand Habsburg Charles Milesi           | Oreca 07                              | G    | 295     | +5 vueltas      |
| 7    | LMP2        | 31  | Team WRT                  | Robin Frijns Ferdinand Habsburg Charles Milesi           | Gibson GK428 4.2 L V8                 | G    | 295     | +5 vueltas      |
| 8    | LMP2        | 34  | Inter Europol Competition | Jakub Śmiechowski Renger van der Zande Alex Brundle      | Oreca 07                              | G    | 293     | +7 vueltas      |
| 8    | LMP2        | 34  | Inter Europol Competition | Jakub Śmiechowski Renger van der Zande Alex Brundle      | Gibson GK428 4.2 L V8                 | G    | 293     | +7 vueltas      |
| 9    | LMP2        | 1   | Richard Mille Racing Team | Tatiana Calderón Sophia Flörsch Beitske Visser           | Oreca 07                              | G    | 290     | +10 vueltas     |
| 9    | LMP2        | 1   | Richard Mille Racing Team | Tatiana Calderón Sophia Flörsch Beitske Visser           | Gibson GK428 4.2 L V8                 | G    | 290     | +10 vueltas     |
| 10   | LMP2 Pro-Am | 70  | Realteam Racing           | Esteban Garcia Loïc Duval Norman Nato                    | Oreca 07                              | G    | 290     | +10 vueltas †   |
| 10   | LMP2 Pro-Am | 70  | Realteam Racing           | Esteban Garcia Loïc Duval Norman Nato                    | Gibson GK428 4.2 L V8                 | G    | 290     | +10 vueltas †   |
| 11   | LMP2 Pro-Am | 21  | DragonSpeed USA           | Henrik Hedman Juan Pablo Montoya Ben Hanley              | Oreca 07                              | G    | 288     | +12 vueltas     |
| 11   | LMP2 Pro-Am | 21  | DragonSpeed USA           | Henrik Hedman Juan Pablo Montoya Ben Hanley              | Gibson GK428 4.2 L V8                 | G    | 288     | +12 vueltas     |
| 12   | LMP2 Pro-Am | 20  | High Class Racing         | Jan Magnussen Anders Fjordbach Dennis Andersen           | Oreca 07                              | G    | 285     | +15 vueltas     |
| 12   | LMP2 Pro-Am | 20  | High Class Racing         | Jan Magnussen Anders Fjordbach Dennis Andersen           | Gibson GK428 4.2 L V8                 | G    | 285     | +15 vueltas     |
| 13   | LMP2 Pro-Am | 29  | Racing Team Nederland     | Frits van Eerd Giedo van der Garde Job van Uitert        | Oreca 07                              | G    | 280     | +20 vueltas     |
| 13   | LMP2 Pro-Am | 29  | Racing Team Nederland     | Frits van Eerd Giedo van der Garde Job van Uitert        | Gibson GK428 4.2 L V8                 | G    | 280     | +20 vueltas     |
| 14   | LMGTE Pro   | 51  | AF Corse                  | Alessandro Pier Guidi James Calado                       | Ferari 488 GTE Evo                    | M    | 279     | +21 vueltas †   |
| 14   | LMGTE Pro   | 51  | AF Corse                  | Alessandro Pier Guidi James Calado                       | Ferrari Ferrari F154CB 3.9 L Turbo V8 | M    | 279     | +21 vueltas †   |
| 15   | LMGTE Pro   | 52  | AF Corse                  | Daniel Serra Miguel Molina                               | Ferari 488 GTE Evo                    | M    | 279     | +21 vueltas     |
| 15   | LMGTE Pro   | 52  | AF Corse                  | Daniel Serra Miguel Molina                               | Ferrari Ferrari F154CB 3.9 L Turbo V8 | M    | 279     | +21 vueltas     |
| 16   | LMGTE Pro   | 92  | Porsche GT Team           | Kévin Estre Neel Jani Michael Christensen                | Porsche 911 RSR-19                    | M    | 279     | +21 vueltas     |
| 16   | LMGTE Pro   | 92  | Porsche GT Team           | Kévin Estre Neel Jani Michael Christensen                | Porsche 4.2 L Flat-6                  | M    | 279     | +21 vueltas     |
| 17   | LMGTE Pro   | 91  | Porsche GT Team           | Gianmaria Bruni Richard Lietz                            | Porsche 911 RSR-19                    | M    | 278     | +22 vueltas     |
| 17   | LMGTE Pro   | 91  | Porsche GT Team           | Gianmaria Bruni Richard Lietz                            | Porsche 4.2 L Flat-6                  | M    | 278     | +22 vueltas     |
| 18   | LMGTE Am    | 47  | Cetliar Racing            | Roberto Lacorte Giorgio Sernagiotto Antonio Fuoco        | Ferrari 488 GTE Evo                   | M    | 274     | +26 vueltas †   |
| 18   | LMGTE Am    | 47  | Cetliar Racing            | Roberto Lacorte Giorgio Sernagiotto Antonio Fuoco        | Ferrari Ferrari F154CB 3.9 L Turbo V8 | M    | 274     | +26 vueltas †   |
| 19   | LMGTE Am    | 56  | Team Project 1            | Matteo Cairoli Egidio Perfetti Riccardo Pera             | Porsche 911 RSR-19                    | M    | 274     | +26 vueltas     |
| 19   | LMGTE Am    | 56  | Team Project 1            | Matteo Cairoli Egidio Perfetti Riccardo Pera             | Porsche 4.2 L Flat-6                  | M    | 274     | +26 vueltas     |
| 20   | LMGTE Am    | 54  | AF Corse                  | Thomas Flohr Francesco Castellacci Giancarlo Fisichella  | Ferrari 488 GTE Evo                   | M    | 274     | +26 vueltas     |
| 20   | LMGTE Am    | 54  | AF Corse                  | Thomas Flohr Francesco Castellacci Giancarlo Fisichella  | Ferrari Ferrari F154CB 3.9 L Turbo V8 | M    | 274     | +26 vueltas     |
| 21   | LMGTE Am    | 98  | Aston Martin Racing       | Paul Dalla Lana Augusto Farfus Marcos Gomes              | Aston Martin Vantage AMR              | M    | 274     | +26 vueltas     |
| 21   | LMGTE Am    | 98  | Aston Martin Racing       | Paul Dalla Lana Augusto Farfus Marcos Gomes              | Aston Martin 4.0 L Turbo V8           | M    | 274     | +26 vueltas     |
| 22   | LMGTE Am    | 57  | Kessel Racing             | Takeshi Kimura Mikkel Jensen Scott Andrews               | Ferrari 488 GTE Evo                   | M    | 274     | +26 vueltas     |
| 22   | LMGTE Am    | 57  | Kessel Racing             | Takeshi Kimura Mikkel Jensen Scott Andrews               | Ferrari Ferrari F154CB 3.9 L Turbo V8 | M    | 274     | +26 vueltas     |
| 23   | LMGTE Am    | 60  | Iron Lynx                 | Claudi Schiavoni Andrea Piccini Matteo Cressoni          | Ferrari 488 GTE Evo                   | M    | 273     | +27 vueltas     |
| 23   | LMGTE Am    | 60  | Iron Lynx                 | Claudi Schiavoni Andrea Piccini Matteo Cressoni          | Ferrari Ferrari F154CB 3.9 L Turbo V8 | M    | 273     | +27 vueltas     |
| 24   | LMGTE Am    | 85  | Iron Lynx                 | Rahel Frey Michelle Gatting Manuela Gostner              | Ferrari 488 GTE Evo                   | M    | 273     | +27 vueltas     |
| 24   | LMGTE Am    | 85  | Iron Lynx                 | Rahel Frey Michelle Gatting Manuela Gostner              | Ferrari Ferrari F154CB 3.9 L Turbo V8 | M    | 273     | +27 vueltas     |
| 25   | LMGTE Am    | 33  | TF Sport                  | Ben Keating Dylan Pereira Felipe Fraga                   | Aston Martin Vantage AMR              | M    | 272     | +28 vueltas     |
| 25   | LMGTE Am    | 33  | TF Sport                  | Ben Keating Dylan Pereira Felipe Fraga                   | Aston Martin 4.0 L Turbo V8           | M    | 272     | +28 vueltas     |
| 26   | LMGTE Am    | 86  | GR Racing                 | Michael Wainwright Ben Barker Tom Gamble                 | Porsche 911 RSR-19                    | M    | 271     | +29 vueltas     |
| 26   | LMGTE Am    | 86  | GR Racing                 | Michael Wainwright Ben Barker Tom Gamble                 | Porsche 4.2 L Flat-6                  | M    | 271     | +29 vueltas     |
| 27   | LMGTE Am    | 88  | Dempsey-Proton Racing     | Dominique Bastien Marco Seefried Julien Andlauer         | Porsche 911 RSR-19                    | M    | 269     | +31 vueltas     |
| 27   | LMGTE Am    | 88  | Dempsey-Proton Racing     | Dominique Bastien Marco Seefried Julien Andlauer         | Porsche 4.2 L Flat-6                  | M    | 269     | +31 vueltas     |
| 28   | LMGTE Am    | 83  | AF Corse                  | François Perrodo Nicklas Nielsen Alessio Rovera          | Ferrari 488 GTE Evo                   | M    | 267     | +33 vueltas     |
| 28   | LMGTE Am    | 83  | AF Corse                  | François Perrodo Nicklas Nielsen Alessio Rovera          | Ferrari Ferrari F154CB 3.9 L Turbo V8 | M    | 267     | +33 vueltas     |
| 29   | LMP2 Pro-Am | 44  | ARC Bratislava            | Miro Konôpka Oliver Webb Tom Jackson                     | Ligier JS P217                        | G    | 261     | +39 vueltas     |
| 29   | LMP2 Pro-Am | 44  | ARC Bratislava            | Miro Konôpka Oliver Webb Tom Jackson                     | Gibson GK428 4.2 L V8                 | G    | 261     | +39 vueltas     |
| 30   | Hypercar    | 709 | Glickenhaus Racing        | Ryan Briscoe Romain Dumas Richard Westbrook              | Glickenhaus 007 LMH                   | M    | 246     | +54 vueltas     |
| 30   | Hypercar    | 709 | Glickenhaus Racing        | Ryan Briscoe Romain Dumas Richard Westbrook              | Pipo Moteurs 3.5 L Turbo V8           | M    | 246     | +54 vueltas     |
| DNF  | LMGTE Am    | 77  | Dempsey-Proton Racing     | Christian Ried Jaxon Evans Matt Campbell                 | Porsche 911 RSR-19                    | M    | 88      | Retirado        |
| DNF  | LMGTE Am    | 77  | Dempsey-Proton Racing     | Christian Ried Jaxon Evans Matt Campbell                 | Porsche 4.2 L Flat-6                  | M    | 88      | Retirado        |
| DNF  | LMGTE Am    | 777 | D'station Racing          | Satoshi Hoshino Tomonobu Fujii Andrew Watson             | Aston Martin Vantage AMR              | M    | 69      | Retirado        |
| DNF  | LMGTE Am    | 777 | D'station Racing          | Satoshi Hoshino Tomonobu Fujii Andrew Watson             | Aston Martin 4.0 L Turbo V8           | M    | 69      | Retirado        |

Fuente: FIA WEC.